# Antwerpse vlieten
De Antwerpse vlieten zijn gedempte havenkanalen die extra aanlegplaatsen voorzagen voor de grootste handelsschepen van hun tijd. Ze bevonden zich langs de toenmalige Scheldekaai en ook ten noorden van de stad. Vooral in het midden van de 16e eeuw waren ze een belangrijk deel van de Antwerpse haven- en handelseconomie.

## De Sint-Jansvliet
Deze vliet, oorspronkelijk een kiel de oudste gekende Antwerpse vliet, is gegraven rond 1200 en maakte deel uit van de toenmalige zuidelijke stadsgracht die in de middeleeuwen lange tijd ook de grens vormde tussen Antwerpen en Kiel. Deze vliet heeft zijn naam gegeven aan de straat die er na de demping werd aangelegd. Men kan deze vliet situeren ter hoogte van de Sint-Annatunnel.

## De Sint-Pietersvliet
Deze meer noordelijker gelegen vliet werd ook gegraven als sluitstuk van een stadsafbakening op de Schelde. Men trof hier vooral scheepsbouwers aan. Vandaag is deze vliet ook gedempt en was het lange tijd de terminus van tramlijn 7. Nu ligt er nog steeds een keerlus, maar de terminus verhuisde naar de Bataviastraat op het Eilandje.

## De drie noordelijke vlieten

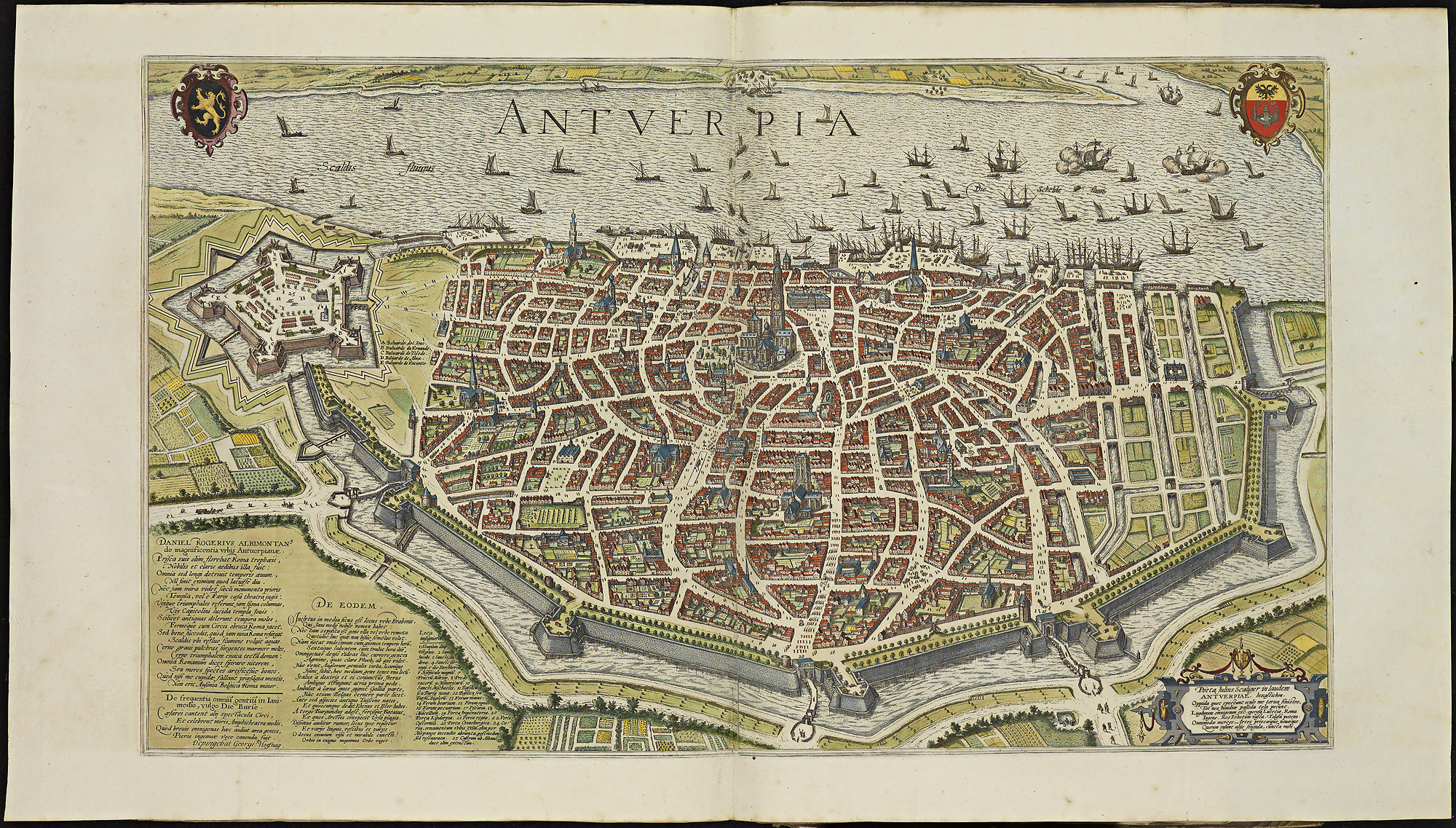
Duidelijk zichtbaar: 3 parallelle vlieten ten noorden van Antwerpen op het stadsplan van De Wit uit 1698

Deze drie vlieten zijn beter bekend onder de namen; eerste, tweede, en derde vliet respectievelijk Brouwersvliet, Middelvliet (ook Graanvliet, Korenvliet of Oostersevliet) en Timmervliet. De eerste vliet werd gegraven het dichtst bij de stad en de derde het verst van de stad. De drie vlieten waren zo gegraven dat men de oppervlakte zo functioneel mogelijk kon gebruiken en waren de eerste dokken van de Antwerpse haven afgesloten van de Schelde met een sluisdeur. De onder Gilbert van Schoonbeke gegraven vlieten stonden model voor de Amsterdamse grachtengordel met name de Herengracht, Keizersgracht en Prinsengracht.

#### Vandaag
De Brouwersvliet is vandaag een drukke boulevard in het noorden van Antwerpen die samen met de Oude Leeuwenrui en de Ankerrui de Scheldekaai verbindt met de Leien. Deze straat is de enige herinnering die overblijft van de vlieten die ooit het centrum van de wereld waren op vlak van handel. Bij het uitgraven van het Bonapartedok en Willemdok werden de beddingen van 2 van de 3 vlieten gebruikt als basis. In 1933 werd de Waaslandtunnel geopend die op rechteroever ondergronds het traject volgt van de Brouwersvliet.

#### Geschiedenis
In de 16e eeuw, voor de Spaanse inval, groeide en bloeide Antwerpen. Door een groot tekort aan laad- en losplaatsen voor grote schepen werden er drie vlieten aangelegd. Deze vlieten maakten deel uit van de noordelijke stadsuitbreiding met de naam nieuwstad die uitgevoerd werd door de ondernemer Gilbert van Schoonbeke.

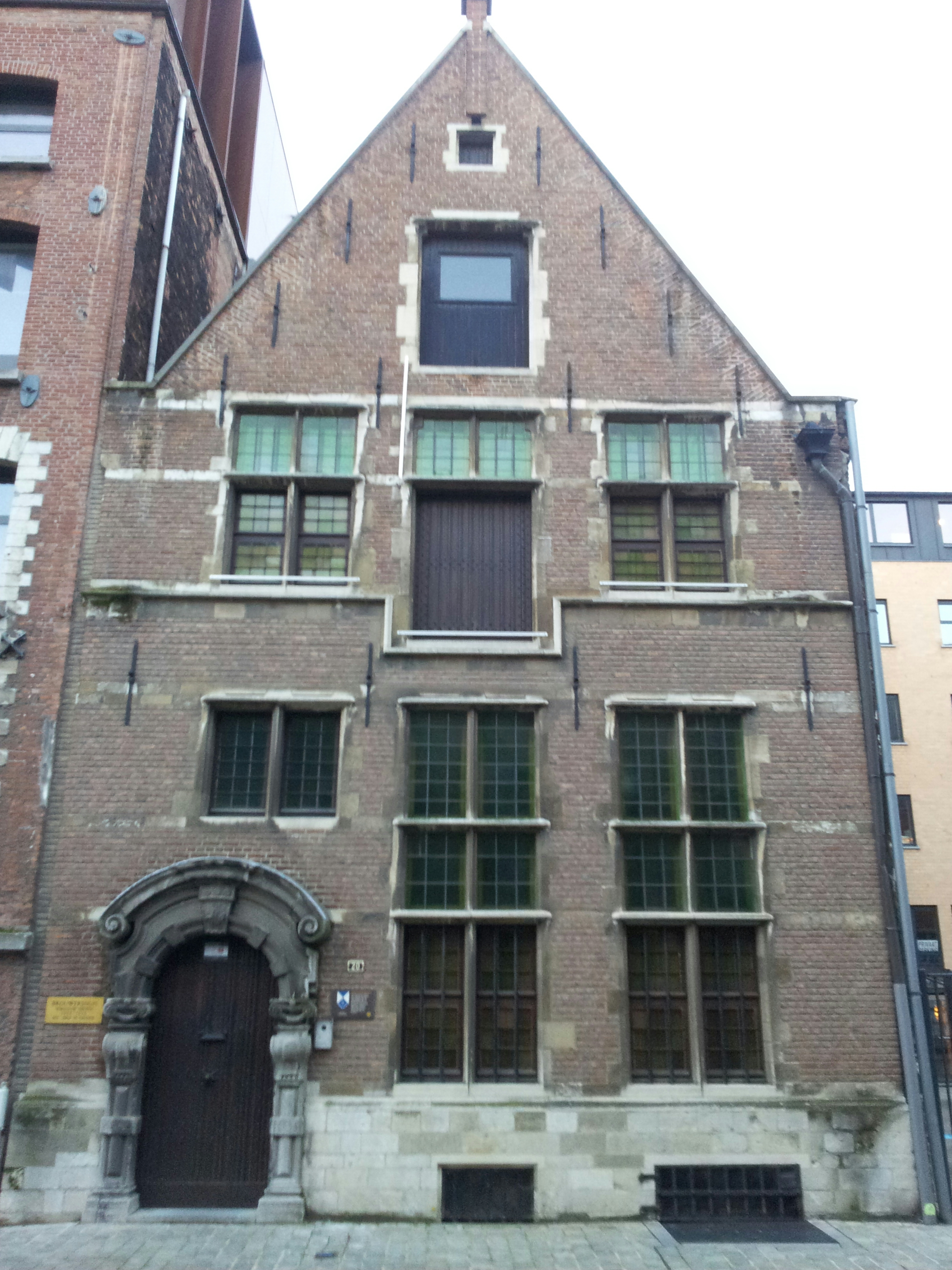
Het Brouwershuis uit de 16e eeuw

Deze stadsuitbreiding was nodig om vooral nieuw industrie- en havengebied te creëren. Tussen de eerste vliet en tweede vliet werden meer dan 10 nieuwe brouwerijen opgetrokken.
De huidige Brouwersvliet werd al rond 1400 gegraven als gracht. Later werd deze gracht verder uitgegraven en was toen bevaarbaar voor schepen tot 80 ton. Nog later werd de eerste vliet officieel omgedoopt tot Brouwersvliet.
Zoet water werd er in de 16e eeuw aangevoerd via schuiten uit de rivier Rupel omdat het Waterhuis nog niet voltooid was. Het Waterhuis (later ook wel Brouwershuis genoemd) staat op de eerste vliet. Dit bouwwerk was het slotstuk voor watervoorziening van de stadsuitbreiding. Vanaf de Herentalse Vaart werd via een ondergrondse buis water naar dit stadsdeel geleid. In het Waterhuis werd het water opgepompt via een rosmolen. Het gebouw bestaat uit een kelderreservoir, het pompmechanisme en opvangbakken ongeveer 70 voet (ongeveer 21 meter) hoger.
Dit gebouw is tot op vandaag bewaard gebleven.
Voordien werd het overgrote deel van het bier ingevoerd vanuit Duitsland en Engeland. Na de heropleving van de productie van eigen bier werd nog steeds veel bier geïmporteerd maar dan vooral voor verkoop in het binnenland. Bier is jarenlang een belangrijk deel blijven uitmaken van de Antwerpse economie en accijnzen erop hebben in de loop der jaren de stadskas steeds mooie bedragen opgeleverd. Tot ver in de 19e eeuw werd er in deze omgeving bier gebrouwen.
De Middelvliet was het paradepaardje van heel dit project. Op deze vliet konden schepen tot 200 ton aanleggen. Door de vele graanschepen die hier aanlegden kreeg deze vliet snel de bijnamen Graanvliet en Korenvliet.
De meest noordelijke vliet, de Timmervliet, werd vooral gebruikt voor kleinere vrachtschepen. Deze schepen kwamen goederen halen of goederen brengen van / voor de grote vrachtschepen in de andere vlieten.